# Le Lectier (pera)

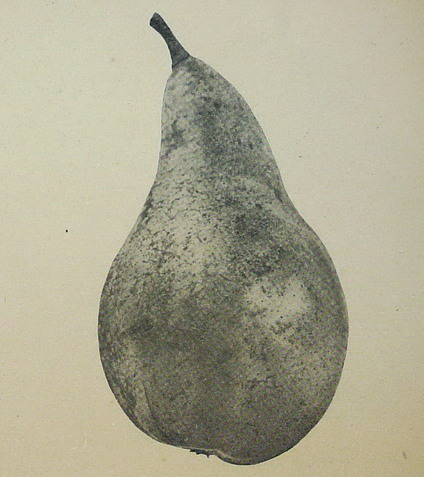
La variedad de pera 'Le Lectier', 1889.

Le Lectier es un cultivar de cuello corto de pera europea. La pera proviene de Orleáns donde fue obtenida en el siglo XIX por el horticultor Auguste Lesueur.La dedicó al reconocido pomólogo Pierre Le Lectier, procurador del rey Luis XIII en Orleans, quien en 1628 cultivó allí 260 variedades de peras.
Muy buena pera de mesa, y de uso en repostería. Cultivo esporádico en Francia, y sin embargo muy cultivada y apreciada en Japón desde hace unos 150 años.
Esta pera está cultivada en diversos bancos de germoplasma de cultivos vivos tales como en el National Fruit Collection (Colección Nacional de Frutas) (Reino Unido), con el número de accesión: 2001 - 083 y nombre de accesión: Le Lectier.

## Sinonimia
- "Rokuchi",
- "Lokuchi".Japón

## Historia
La pera proviene de Orleáns donde fue obtenida en el siglo XIX por el horticultor Auguste Lesueur. El árbol proviene de una semilla de 'Williams', fertilizada por el polen de 'Bergamote Fortuné', e introducida en el mercado en 1889 por los viveristas "Tronson frères", de Orleans. 
Esta variedad fue dedicada a Pierre Le Lectier, fiscal del rey Luis XIII de Francia en Orleáns, quien en 1628 cultivó allí 260 variedades de peras.

## Características
'Le Lectier' árbol de extensión erguida, de vigor moderado, porte pequeño, fuerte y erecto, de color marrón verdoso, con lenticelas blancas, largas y visibles. Esta variedad se cultiva en todas sus formas, pues se injerta sobre membrillo para las formas enrejadas o piramidales, sobre madera dura para el fuste, donde puede dar buenos resultados en lugar reparado, estando bien adheridos los frutos. Se adapta a todas las exposiciones, excepto la del norte, y debe plantarse en un suelo bueno, fresco y sólido. Tiene un tiempo de floración que comienza a partir del 21 de abril con el 10% de floración, para el 26 de abril tiene una floración completa (80%), y para el 5 de mayo tiene un 90% caída de pétalos.
La variedad de pera 'Le Lectier' tiene un fruto de tamaño de grande a muy grande, peso promedio de 278.00 g, el tamaño y la apariencia del fruto son similares a los de Williams más o menos alargado, bulboso por debajo del medio, rugoso en el borde; forma piriforme, con el cuello más o menos largo pero siempre bien marcado, generalmente asimétrica, contorno muy irregular; piel bastante lisa, de color verde-amarillo en la recogida y amarillo dorado pálido (cuando se deja madurar varios meses después de la recogida), más amarilla cuando se expone a la luz solar, salpicada de rojo, salpicada de algunas manchas rojizas moteadas, ruginoso-"russeting" tostadas alrededor del pedicelo, importancia del sobre color bajo, y en el momento de la maduración adquiere un color amarillo dorado, ruginoso-"russeting" (pardeamiento áspero superficial que presentan algunas variedades) bajo (1-25%); cáliz mediano o pequeño, abierto o semicerrado, inserto en una cavidad poco profunda, estrecho, arrugado, abultado o casi acostillado en los bordes; pedúnculo de una longitud bastante corto o de mediana longitud, fuerte, engrosado en su punto de inserción, hinchado y carnoso en su punto de inserción, implantado oblicuamente, en un pliegue abultado y dominado por un pezón.
Carne de color blanca, apenas un poco granulada alrededor de las células, fina, fundente, muy jugosa, ácida y fragante, calidad de sabor muy buena.
La pera 'Le Lectier' se recoge a finales de septiembre todavía sin madurar totalmente. Se almacena adecuadamente para favorecer su lenta maduración que ocurre entre diciembre y enero, pudiendo consumirse en su estado óptimo.

## Cultivo
La pera 'Le Lectier' cultivado en todas las regiones de Francia. Debido a la delicadeza de su epidermis, que se ennegrece al menor golpe, impide que esta variedad sea catalogada como fruta comercial.
Fruta amateur, muy sensible a la costra y de piel delicada: se estropea al menor golpe.

## Susceptibilidades
Muy susceptible a la sarna del peral y a la costra del peral.

## Usos
Una buena manzana de mesa por su excelente sabor.
Muy buen pera de uso en repostería. Entre los postres de pera 'Le Lectier' elaborados en cocina, se encuentran un bizcocho enrollado, una tarta, un sorbete. Así como la receta de elaboración a base de : "compota, gelatina, salsa y brandy de pera, crumble de nuez, en teja de azúcar". Otra receta elaborada de "cóctel de café y jugo de pera".

## Producción en Japón

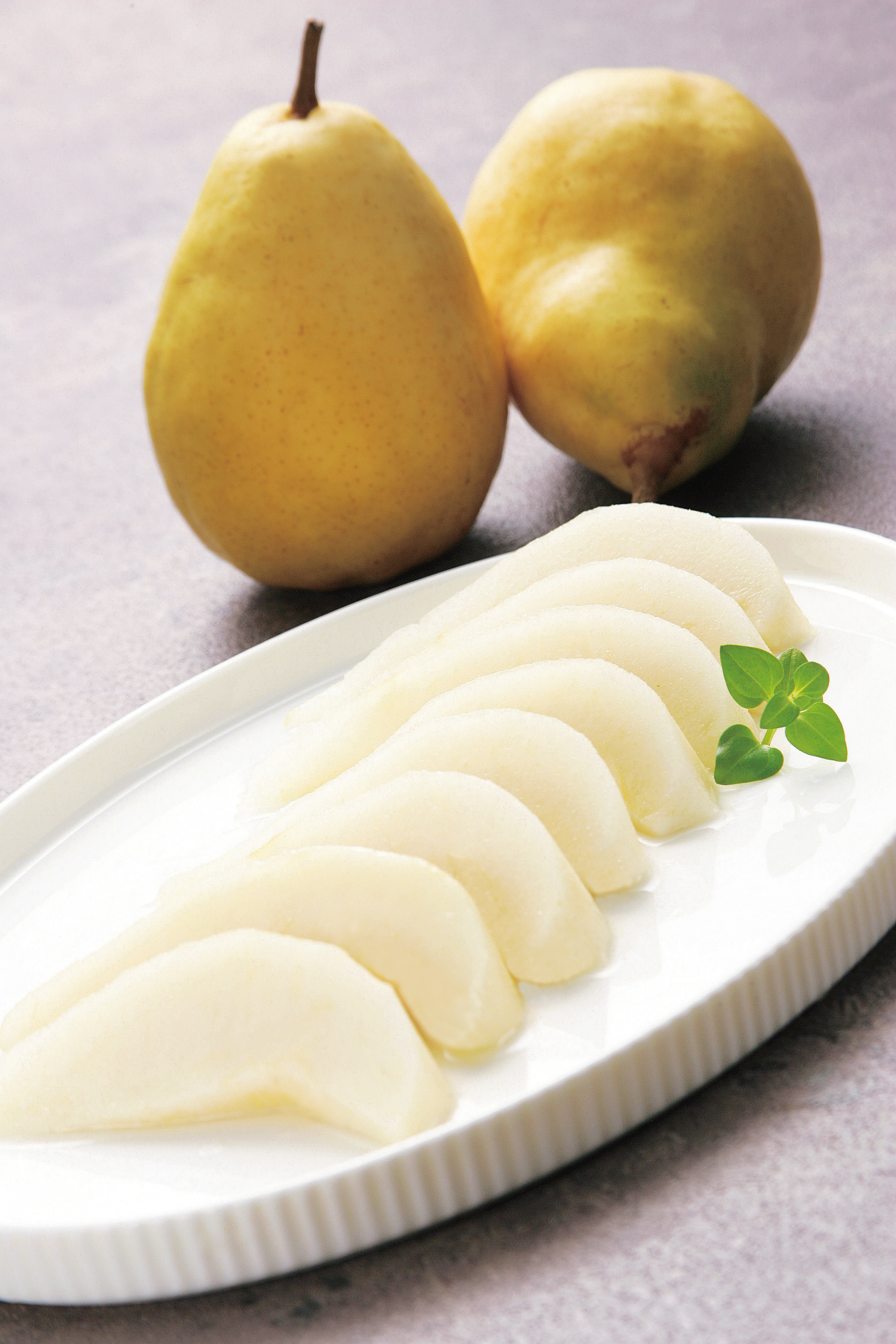
La variedad de pera 'Le Lectier', en el "Niigata City Open Data Food".

A principios del siglo XX, Sayukichi Koike jefe de la aldea de Shirone (hoy el distrito de Minami en la ciudad de Niigata) en la prefectura de Niigata, en un viaje a Rusia, descubrió una sabrosa variedad de pera, 'Le Lectier'. A su regreso en 1905, quiso traer plantas de esta pera originaria de Francia, cuando en este tiempo ya casi no se cultivan en Francia debido a su fragilidad.
También es por esta reputación de fruta difícil de cultivar por la cual Sayukichi Koike quiere importar plantas a Japón para estudiar el cultivo de 'Le Lectier' y mejorarlo. Con el tiempo esta variedad gana reputación hasta ser utilizado para postres en restaurantes de lujo japoneses, donde es conocida con el nombre de "Rokuchi". Hoy en día (2018), la ciudad de Niigata produce más de 2.000 toneladas al año de esta pera, que también se considera una fruta de lujo.